# اخلاق پروتستانی و روح سرمایه‌داری
اخلاق پروتستانی و روح سرمایه‌داری (به‌طور خلاصه: اخلاق پروتستانی) نوشتهٔ ماکس وبر یکی از مهم‌ترین متن‌های کلاسیک جامعه‌شناسی است. اخلاق کاری پروتستان شاید معروف‌ترین سنخ آرمانی وبر باشد زیرا به بهترین وجه تعهد وی به روشی را نشان می‌دهد که به ادغام تحلیل علّی با مفهوم ذهنی انسان، حساس است. این اثر ابتدا به‌صورت یک مقالهٔ دو قسمتی در آرشیو علوم اجتماعی و سیاست اجتماعی که وبر از سردبیرانش بود منتشر شد و بلافاصله بحث‌های زیادی را در محافل دانشگاهی برانگیخت. انجمن بین‌المللی جامعه‌شناسی این کتاب را مهم‌ترین اثر جامعه‌شناختی سده بیستم میلادی دانسته‌است.
شکل کنونی کتاب حاصل مجموعه‌ای است که پارسونز در ۱۹۳۰ به چاپ رساند. وی با اجازهٔ ماریان وبر (همسر ماکس وبر) مجموع مقالهٔ دوقسمتی وبر که در سال‌های ۱۹۰۴ و ۱۹۰۵ چاپ شده بود را به همراه مقدمهٔ ۱۹۲۰ او بر جلد اول جامعه‌شناسی دین در قالب کتابی به انگلیسی ترجمه و چاپ کرد. از زمان انتشار اخلاق پروتستانی و روح سرمایه‌داری، واکاوی نقش باورهای دینی در تکوین روابط اجتماعی به یکی از مسایل مهم در جامعه‌شناسی کلان بدل شده‌است. این کتاب توسط عبدالمعبود انصاری از متن انگلیسی (ترجمه از آلمانی به انگلیسی توسط تالکوت پارسنز) ترجمه و توسط انتشارات سمت در زمستان ۱۳۷۱ به چاپ رسیده‌است.

## خلاصه
وبر به دنبال پاسخ به این پرسش بود که چرا سرمایه‌داری در اروپای غربی و نه در هیچ جای دیگر جهان ریشه دارد؟ او با تجزیه و تحلیل اسناد و مدارک تاریخی، اخلاق پروتستانی کار را به عنوان یک سنخ آرمانی ایجاد کرد و از آن در تجزیه و تحلیل خود استفاده کرد تا نشان دهد که چگونه یک نظام اعتقادی مقدس تا حدی مسئول نظام بازار آزاد جهانی سکولار شد.
در این کتاب، وبر نوشته‌است که سرمایه‌داری در شمال اروپا هنگامی ظهور کرد که اخلاق پروتستانی و به‌طور خاص کالونیسم، گروه‌های انبوهی از مردم را برای درگیر شدن با کار در جهانی عرفی، توسعه بنگاههای خودشان و پرداختن به تجارت و تجمیع ثروت برای سرمایه‌گذاری برانگیخت. به عبارت دیگر، اخلاق پروتستانی کار نیروی مهمی در پشت کنش جمعی برنامه‌ریزی نشده و هماهنگ نشده‌ای بود که توسعه سرمایه‌داری را تحت تأثیر خود قرار داد.
ادیان عمدتاً نگرشی مثبت به حیات دنیوی و گردآوری اموال ندارند ولی وبر در این کتاب، و تا حدودی در پاسخ به مارکس و تحلیل ماتریالیسم تاریخی او نشان می‌دهد که اخلاق پروتستانی، مبتنی بر خوانشی خاص از الهیات پروتستان شاخه کالونیسم، سعادت اخروی و آن جهانی را در رستگاری این جهانی می‌بیند. در اصل ماکس وبر تأکید دارد که ثروتمندشدن در این دنیا می‌تواند نشانگر فیض و رحمت الهی به فرد مؤمن و نشانه‌ای از رستگاری اخروی او باشد.

## پانوشت‌ها
1. 1 2  Adorjan، Michael؛ Kelly، Benjamin (۲۰۱۷). «Interpretive Sociology». The Blackwell Encyclopedia of Sociology. Oxford:Wiley-BlackwellEditors. ص. ۱ & ۲.
2. ↑  (به آلمانی: Archiv für Sozialwissenschaft und Sozialpolitik)
3. ↑  (به انگلیسی: International Sociological Association)
4. ↑  Szakolczai: 2000, p. 101
5. ↑  Szakolczai: ۲۰۰۰, ص. ۱۰۲
6. ↑  Sung Ho: 2008
7. ↑  وبر، ماکس (۱۳۷۳). اخلاق پروتستان و روح سرمایه‌داری. نشر نی.